# Тель-Авив (журнал)
Тель-Авив (англ. Tel Aviv: journal of the Institute of Archaeology of Tel Aviv University) — журнал Института археологии Тель-Авивского университета. Рецензируемый академический журнал, выходит два раза в год; издается издательством Routledge. Журнал публикует статьи об археологических исследованиях в Южном Леванте и исследованиях в области ближневосточной археологии. Хотя основное внимание в нем уделяется второму и первому тысячелетиям до нашей эры, журнал посвящен доисторическим периодам и вплоть до поздней античности.
Основан в 1974 году.